# آرونزبرگ (شهرستان سنتر، پنسیلوانیا)
آرونزبرگ (به انگلیسی: Aaronsburg) یک منطقهٔ مسکونی در ایالات متحده آمریکا است که در پنسیلوانیا واقع شده‌است. آرونزبرگ ۲٫۳۰ کیلومتر مربع مساحت و ۶۱۳ نفر جمعیت دارد و ۳۵۹٫۶۷ متر بالاتر از سطح دریا واقع شده‌است.